# 1807 في ألمانيا
فيما يلي قوائم الأحداث التي وقعت خلال عام 1807 في ألمانيا.

## كتب
من الكتب التي صدرت هذه السنة في ألمانيا:
- 1 يناير – ظواهرية الروح من تأليف جورج فيلهلم فريدريش هيغل.

## مواليد

### يناير
- 1 يناير – كارل ميتشهالز
- 15 يناير – هيرمان بورمايستر

### أبريل
- 26 أبريل – أوغست ويلهلم يوليوس أوده

### مايو
- 28 مايو – كارولين باور ممثلة ألمانية.

### يوليو
- 26 أبريل – أوغست ويلهلم يوليوس أوده

### أكتوبر
- 30 أكتوبر – يوهان هاينريش كالتنباش

### نوفمبر
- 10 نوفمبر – روبرت بلوم

## وفيات

### فبراير
- 18 فبراير – صوفي فون لاروش (مواليد 1731) روائية ألمانية.